# Flick of the Wrist
«Flick of the Wrist» (с англ. — «По мановению руки») — песня британской рок-группы «Queen» из их третьего альбома Sheer Heart Attack. Была выпущена на сингле с песней «Killer Queen» на второй стороне «А», однако в отличие от «Killer Queen» не стала популярной.
Текст песни необычайно мрачный, жестокий, включает такие слова как, например:

Работаю, стирая свои пальцы до костей, я кричу от боли, я до сих пор не произвожу никакого впечатления
Оригинальный текст (англ.)Work my fingers to my bones
I scream with pain
I still make no impression

## Версии песни
Альбомная версия представляет собой вторую песню из цикла, включающего «Tenement Funster», «Flick of the Wrist» и «Lily of the Valley». На альбоме эти песни соединены таким образом, что окончание одной песни служит началом другой (это не единственный пример циклов в творчестве Queen, также в подобные циклы объединены «Procession/Father to Son/White Queen», «Ogre Battle/The Fairy Feller’s Masterstroke/Nevermore», «The March of the Black Queen/Funny How Love Is» из альбома Queen II и «In the Lap of the Gods/Stone Cold Crazy» из Sheer Heart Attack). В демозаписях подобные соединения отсутствуют. В альбомной версии «Flick of the Wrist» в начале звучит финальный гитарный аккорд из «Tenement Funster», а часть последней фразы (Baby you’ve been had, англ. детка, тебя поимели) с финальным аккордом записана в начале «Lilly of the Valley».
11 октября 1974 года в Великобритании на 7" пластинке был выпущен сингл «Killer Queen». На стороне «Б» на сингл вошла песня «Flick of the Wrist». Сингловая версия этой песни длится 3:21 минуты и начинается с укороченного фортепианного вступления (убран аккорд из «Tenement Funster»), но добавлено полное окончание с фразой Baby you’ve been had и финальным аккордом, находящимся в начале «Lily of the Valley». В Великобритании сингл был выпущен без обложки.
На британском 3" CD-сингле была выпущена другая версия песни, также представляющая собой вариант альбомной: в начале игралось полное вступление с аккордом из «Tenement Funster», а строка Baby, you’ve been had вырезана.

## Кавер-версии
- Группа «Dream Theater» сделала кавер-версию всего цикла «Tenement Funster/Flick of the Wrist/Lily of the Valley» для альбома Black Clouds & Silver Linings.